# Sergio Jaramillo Caro
Sergio Jaramillo Caro (Bogota, 17 octobre 1966) est un philosophe, philologue, homme politique et diplomate colombien.
Jaramillo a été ambassadeur de la Colombie en Belgique des gouvernements de Santos et Duque. Il a été conseiller de la paix pour le président Santos au cours des années 2010.

## Biographie
Sergio Jaramillo Caro est né à Bogota, le 17 octobre 1966, au  sein d'une famille de l'aristocratie locale. Il suit son éducation avec ses cousins et d'autres parents à la Anglo Colombian School, fondée par un de ses ancêtres,,.

### Formation
Il étudie la philosophie à l'Université de Toronto et il est diplômé de philologie de l'Université d'Oxford. Il a une maîtrise en philosophie de l'Université de Cambridge et il s'est inscrit pour un doctorat en grec à l'Université de Heidelberg en Allemagne.
Il parle couramment diverses langues dont l'espagnol, l'anglais, l'allemand et le français, il a aussi des connaissances en italien et en russe.

### Carrière
En 2000-2001 il travaille en la Cancillería, où le Ministre Guillermo Fernández de Soto le nomme conseiller dans le cadre du programme Diplomatie pour la Paix.
En 2001-2002 il est conseiller politique à l'Ambassade de Colombie en France, où il collabore avec les ambassadeurs Juan Camilo Restrepo et ensuite avec Marta Lucía Ramírez.
Cette dernière le nomme en 2002 conseiller pour les sujets politiques et stratégiques du Ministère de Défense colombienne, et où il est chargé du développement de la Politique de Défense et Sécurité Démocratique entre 2002 et 2003.
Entre 2004 et 2006 il laisse la fonction publique et il se convertit en directeur exécutif d'un think tank, la Fundación Ideas para la Paz (FIP). Au FIP il dirige une équipe de travail qui publie la série “en Suivant le Conflit”, celle-ci parvient à avoir une grande influence avec ses analyses du conflit armé colombien. Il a publié 45 numéros de ce bulletin.
Avant de quitter la direction de la FIP, publie dans El Tiempo un article où il analyse l'impact de la pression par le décompte des pertes civiles par les forces armées colombiennes et ses dangereuses conséquences.
Entre 2006 et 2009 il travaille avec Juan Manuel Santos comme Vice-ministre pour les droits humains et des sujets internationaux du Ministère de Défense. Son travail est centré sur la dénonciation du scandale des faux positifs au sein de l'Armée, en promouvant que le Ministère public assumait les enquêtes pour meurtres tout en excluant la justice militaire. Son travail a été déterminant dans la procédure d'expulsion d'un groupe de 27 grands officiers des rangs de l'armée, et a permis de mettre en place des politiques respectant les droits humains et de réguler l'usage de la force; défenseur de la politique de consolidation avec une approche civile, il est un des initiateurs majeurs des politiques de démobilisation.

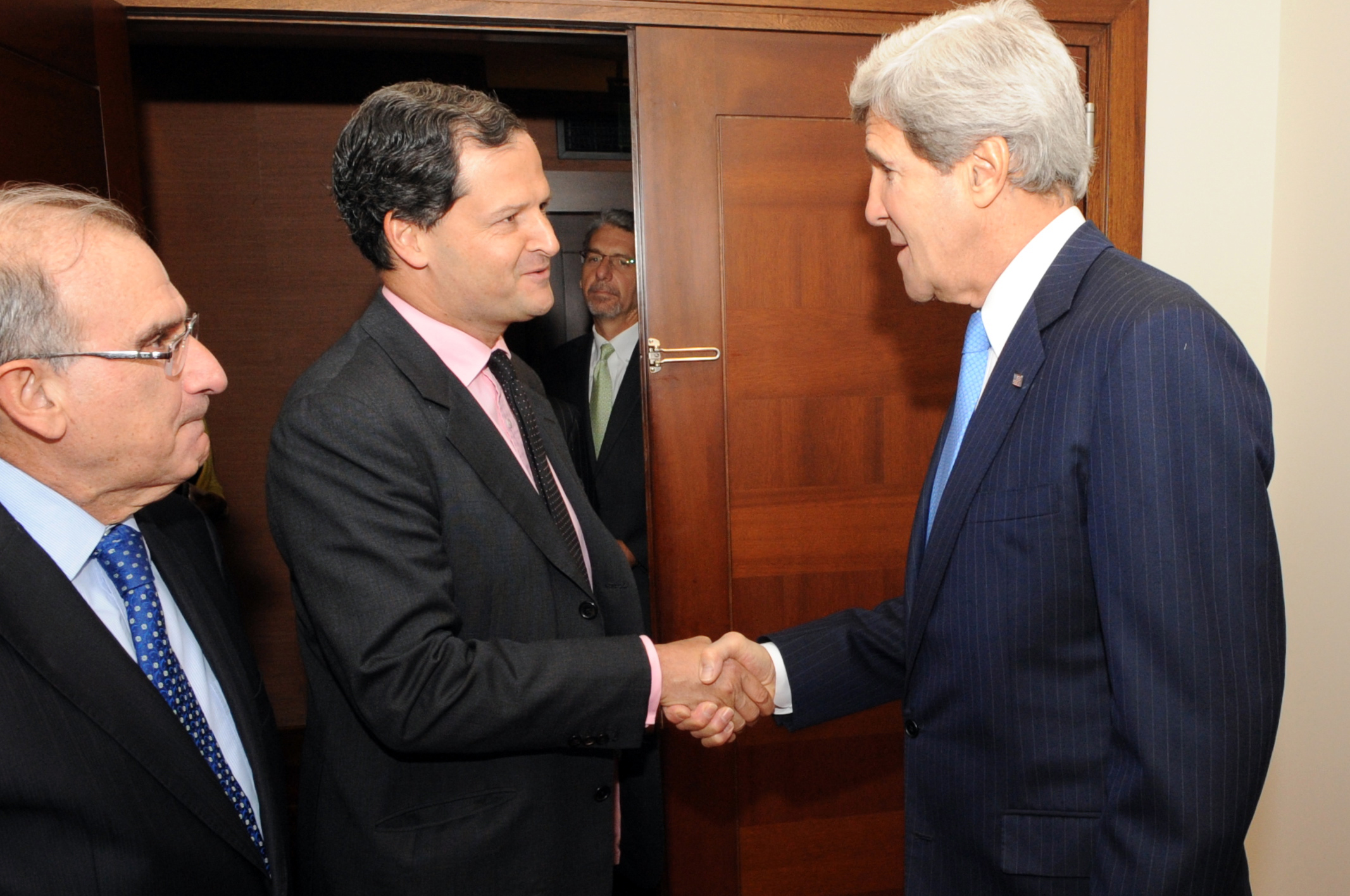
Jaramillo avec John Kerry en 2013.

Entre 2009 et 2010 il est chercheur à la Faculté d'Administration de l'Université des Andes, où il dirige la création du groupe Amis de la Macarena, il développe aussi un mécanisme pour jeter des ponts entre les entreprises privées et la politique de consolidation territoriale.
Entre 2010 et 2012 il est conseiller présidentiel pour la sécurité du gouvernement Santos, ce qui lui permet d'agir spécialement contre les bandes criminelles et dans le renforcement de la Politique de Consolidation Territoriale. Il participe aussi aux travaux de la Grande Commission pour la Paix. Il prend la tête de l'équipe gouvernementale chargée des rapprochements et d'une phase exploratoire des discussions avec les FARC.
Il a été responsable par les négociations secrètes qui ont amené à la signature de “l'Accord Général pour la Fin du Conflit” entre le gouvernement colombien et la guérilla des FARC en août 2012 et prend part à la délégation du gouvernement dans les négociations de La Havane.
En septembre 2012 il est désigné haut-commissaire pour la paix.
Avec Humberto de la Calle, chef négociateur du gouvernement, ils sont chargés de diriger la stratégie conceptuelle de tout le processus avec les FARC jusqu'à août de 2016.
Il est légèrement blessé avec son compatriote Héctor Abad Faciolince lors d'une frappe meurtrière sur une pizzeria de Kramatorsk le 27 juin 2023. L’écrivaine ukrainienne Victoria Amelina, qu’ils accompagnaient, n'a pas survécu à l'attaque.

## Famille

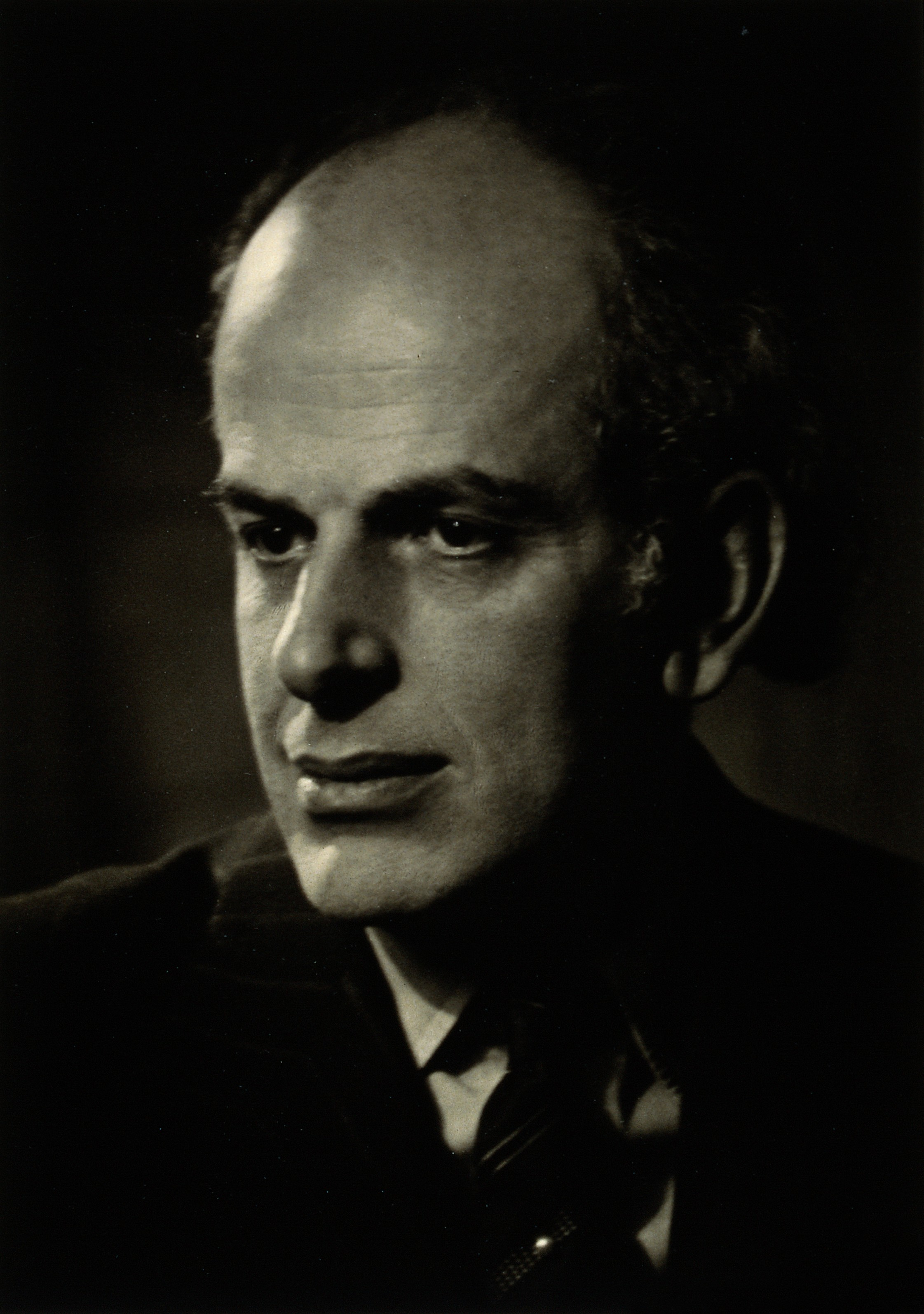
Son grand-oncle, le ministre Jaime Jaramillo Arango

Sergio est membre de divers cercles de l'aristocratie bogotanaise et est apparenté avec plusieurs anciens présidents de Colombie, par son appartenance aux prestigieuses familles Caro, Jaramillo, Calderón et Caballero, entre autres.
Ses parents étaient Juan Manuel Jaramillo Rueda et Cristina Caro Nieto, lui étant l’aîné de ses frères Santiago et Felipe.
Son père était neveu du médecin, diplomate et politique libéral Jaime Jaramillo Arango (ministre de l'éducation d'Enrique Olaya Herrera en 1934, ambassadeur à Londres de 1939 à 1945 pour Eduardo Santos et Alfonso López Pumarejo) et de son épouse, l'artiste Carolina Cárdenas Núñez. Parmi les autres tantes de son père était la grand-mère paternelle de la journaliste Virginia Vallejo García, parce que Virginia et Sergio sont des premières secondes[Quoi ?].
Par ailleurs, sa mère était nièce de l'avocat et banquier Eduardo Nieto Calderón, petite-fille de l'homme politique libéral Luis Eduardo Nieto Caballero, et petite-nièce de l'éducateur, psychologue et avocat Agustín Nieto Caballero (cofondateur du Gymnase Moderne de Bogota); par cette lignée familiale, la mère de Sergio était première de María Elvira Samper, la petite-fille de Nieto Caballero.
Sa mère aussi était petite-fille paternelle du banquier Julio Caro de Narváez, arrière-petite-fille de l'ancien président Miguel Antonio Caro et de son épouse Ana de Narváez, arrière-petite-nièce de Margarita Caro et du président Carlos Holguín Mallarino, et arrière-arrière-petite-fille de l'écrivain José Eusebio Caro.